# Thomas Strobl
Pour les articles homonymes, voir Strobl (homonymie).
Thomas Strobl , né le 17 mars 1960 à Heilbronn, est un homme politique allemand membre de la Union chrétienne-démocrate d'Allemagne (CDU).
Il est vice-ministre-président et ministre de l'Intérieur du Land de Bade-Wurtemberg depuis le 12 mai 2016. Il préside la CDU de Bade-Wurtemberg et occupe un poste de vice-président fédéral du parti.